# Contea di Mandera
La contea di Mandera è una della 47 contee del Kenya situata nell'ex provincia Nordorientale.
Corrisponde al precedente Distretto di Mandera.